# Argumentum ad verecundiam
Um argumento de autoridade (argumentum ab auctoritate), também chamado de apelo à autoridade, ou argumentum ad verecundiam, é uma forma de argumento em que a opinião de uma autoridade sobre um tópico é usada como evidência para apoiar um argumento. Alguns consideram que é usado de forma convincente se todos os lados de uma discussão concordarem sobre a confiabilidade da autoridade no contexto dado,e outros consideram uma falácia citar as opiniões pessoais de uma autoridade sobre um tópico discutido como meio de apoiar um argumento.

## Estrutura lógica
- "A" afirma a proposição "B".
- Há algo de positivo em relação a "A".
- Portanto, a proposição "B" é verdadeira.

## Exemplos
- O grande psicanalista Freud fumava, então o fumo deve ser bom.
  - O argumento não leva em conta que apesar de Freud ser uma autoridade em psicanálise, ele não é uma autoridade nos efeitos possíveis do fumo no organismo, nem, também, que o próprio Freud teve câncer devido ao fumo.

## Observação
Nem todo argumento baseado na autoridade de um especialista é, por consequência disso, uma falácia. A maior parte de nosso conhecimento em ciências, filosofia, artes, religião, tecnologia e em quaisquer outras áreas está baseado no trabalho e opiniões de especialistas. Se algumas regras básicas forem respeitadas, um argumento de autoridade pode ser considerado um bom argumento:
1. O especialista (a autoridade) invocado tem de ser um bom especialista da matéria em causa.
2. Os especialistas da matéria em causa não podem discordar significativamente entre si quanto à afirmação em causa.
3. Só podemos aceitar a conclusão de um argumento de autoridade se não existirem outros argumentos mais fortes ou de força igual a favor da conclusão contrária.
4. Os especialistas da matéria em causa, no seu todo, não podem ter fortes interesses pessoais na afirmação de que se trata.

Argumentos de autoridade são despropositados quando existe outra forma mais direta de sustentar uma conclusão do que a invocação de um especialista. Ondas gravitacionais por exemplo podem ser comprovadas através do LIGO, um observatório de ondas gravitacionais por interferômetro laser.